# Liste der brasilianischen Botschafter in Guinea
Die Botschaft befindet sich in Conakry.
| Ernannt       | Name                            | Bemerkungen | Mensagem Senado Federal | im Senat des Nationalkongress vorgestellt am | ernannt von               | akkreditiert während der Regierung von | Posten verlassen |
| ------------- | ------------------------------- | --- | ----------------------- | -------------------------------------------- | ------------------------- | -------------------------------------- | ---------------- |
| 3. Dez. 1996  | Luiz Fernando do Couto Nazareth | Amtssitz in Bissau | MSF 215 de 1996         | 30. Okt. 1996                                | Fernando Henrique Cardoso | Sidya Touré                            |                  |
| 19. Juli 2006 | Fernandes Vieira Guilbaud       | (* 29. Dezember 1937 in Lissabon) Sohn von Arminda Hernandes Vieira und Joâo Henrique Desiréé Antonio Guilbaud, 1965: Geschäftsträger in Guatemala-Stadt, 1967: Geschäftsträger in Kopenhagen, 1970: Geschäftsträger in Manila, | MSF 159 de 2006         | 11. Juli 2006                                | Luiz Inácio Lula da Silva | Cellou Dalein Diallo                   |                  |
| 30. Apr. 2008 | José Fiuza Neto                 | (* 19. Januar 1949 in Natal) Sohn von Cleuze de Souza Fiuza und José Fiuza, 14. September 2000: Geschäftsträger in Madrid | MSF 53 de 2008          | 16. Apr. 2008                                | Luiz Inácio Lula da Silva | Ahmed Tidiane Souaré                   |                  |
| 26. Mai 2009  | José Fiúza Neto                 | Zum Botschafter in Freetown ernannt. | MSF 52 de 2009          | 12. Mai 2009                                 | Luiz Inácio Lula da Silva | Kabiné Komara                          |                  |